# Manfred Klinkebiel
Manfred Klinkebiel (* 1954 in Oldenburg), auch unter dem Künstlernamen „Jopapa“ bekannt, ist ein deutscher Musiker, Komponist, Maler, Schriftsteller und Chorleiter.

## Leben
Manfred Klinkebiel wurde in Oldenburg geboren und wuchs dort in randsozialen Verhältnissen auf. Mit zehn Jahren erhielt er den ersten Klavier- und Orgelunterricht. Nach dem Abitur studierte er Kirchenmusik in Herford, anschließend Komposition in Stuttgart bei Helmut Lachenmann und Chorleitung in Trossingen bei Manfred Schreier. Seit 1990 leitet er den Hochschulchor der Carl-von-Ossietzky-Universität Oldenburg, an deren Musik-Abteilung er Dozent für Orgel ist, sowie seit 2007 das von ihm gegründete Vocalforum Oldenburg.

## Werk
Manfred Klinkebiels Œuvre umfasst über 150 Gemälde, eine „Literarische Schriftenreihe“ in elf Bänden und Kompositionen für unterschiedliche Besetzungen. In allen Schaffensbereichen kommt ein künstlerisches Gestaltungskonzept zur Anwendung, das aus der Beobachtung kindlicher Gestaltungs- und Entwicklungsvorgänge abgeleitet ist. Dieses Gestaltungskonzept beinhaltet ein originäres Kunstverständnis, das Klinkebiel zu seiner so genannten „Konkreten Philosophie“ ausgebaut und erweitert hat. Diese Philosophie beschreibt er unter anderem in seinen Schriften sowie bei öffentlichen Auftritten, Lesungen und Workshops.

## Veröffentlichungen
- Dokument und Utopie (Geest Verlag)
- Anlässe (Geest Verlag)
- Eigentlich bin ich gar kein Komiker (Geest Verlag)
- 21 Begleitsätze zu norddeutschen Kinderliedern (Inventio Musikverlag)
- 21 Choralsätze zu Melodien aus dem evangelischen Kirchengesangbuch (Inventio Musikverlag)
- Chomsky - Prelude and Variations (Inventio Musikverlag)

## Auszeichnungen
- 2006 Otto-Ditscher-Kunstpreis (Hauptpreis) für die Komposition „Josa“ (Singspiel für Kinderchor, Solo-Violine, Klavier und Percussion)